# أفراح (فلم 1950)
أفراح فيلم مصري من إنتاج عام 1950.

## قصة الفيلم
أفراح وأختها يحبان نفس الشاب وهو يلعب بعواطفهما ولكنه يقع في حب أفراح ويحاول الأب مساعدته.

## بطولة
- نور الهدى
- محمود ذو الفقار
- ليلى فوزي
- شكري سرحان
- عباس فارس
- ميمي شكيب
- محمود شكوكو
- صلاح منصور
- عزيز عثمان
- سناء سميح
- لولا عبده
- عايدة كامل
- علي رضا
- محمد كامل
- محمد الجنيدي

## روابط خارجية
- أفراح على موقع قاعدة بيانات الأفلام العربية